# Черниговец (поэт)
Фёдор Влади́мирович Вишне́вский (1838—1915), более известный под псевдонимом Черниговец — русский поэт и переводчик, наиболее известный как автор юмористических и сатиристических стихотворений. 38 лет служил в армии, генерал-майор.

## Биография
Фёдор Вишневский родился 4 июня 1839 года в селе Князево Путивльского уезда Курской губернии в дворянской семье.
Проходил обучение во Втором кадетском корпусе под руководством Николая Прокоповича, Николая Чернышевского и Григория Благосветлова. В 1857 году закончил обучение и поступил на службу офицером в Николаевское инженерное училище. В дальнейшем служил в качестве сапёрного офицера и командовал военно-телеграфным парком в Петербурге, Одессе, Киеве и на Кавказе. 18 марта 1895 года был произведён в генерал-майоры и уволен от службы с мундиром и пенсией после 38 лет службы.
Наибольшую известность Черинговец получил как автор юмористических и сатиристических стихотворений. Первым опубликованным стихотворением Черниговца стал перевод баллады «Проклятие певца» Людвига Уланда, который был напечатан в 1856 году. В конце 1850-х печатался в журнале «Иллюстрация», позднее — в газете «Новое Время» и журналах «Век», «Русский вестник» и «Север». Помимо стихотворений, Черниговец писал и публиковал рецензии, а также статьи об Артуре Шопенгауэре и переводы трудов этого философа. В 1892 году вышел сборник стихотворений Черниговца в издательстве Алексея Суворина. Также были опубликованы его переводы Шопенгауэра: «Свобода воли и основа морали» (3 издания), «Житейская мудрость, афоризмы и максимы» (5 изданий) и «Мир как воля и представление». Помимо этого, переводил Генриха Гейне, Джакомо Леопарди и Эдгара По.
Умер 24 ноября 1915 года в Петрограде.